# 和島大海
和島 大海（わじま ひろみ、1995年2月23日 - ）は、日本の男性キックボクサー。大阪府四条畷市出身。第4代K-1 WORLD GPスーパーウェルター級王者。空手初段、剣道二段、日本拳法三段。月心会チーム侍所属。

## 来歴
小学2年生の時に月心会の門を叩き、第1回K-1アマチュア全日本大会 チャレンジAクラス優勝などアマチュアで数々の実績を残す。
2016年5月22日、HIGHSPEED EXでの上園文也戦でプロデビュー。
2017年1月15日、krush.72で元Krush -70kg王者の中島弘貴と対戦し、判定で敗れ4戦目でプロ初黒星。
2018年9月30日、krush.93で行われたKrushスーパー・ウェルター級タイトルマッチで王者のジョーダン・ピケオーに挑戦し、判定で敗れ王座獲得に失敗した。
2019年3月10日、K-1 WORLD GP 2019 JAPAN ～K’FESTA.2～でKrushウェルター級王者の木村ミノルと68kg契約のノンタイトル戦で対戦し、1ラウンドKO負け。
2020年3月22日、K-1 WORLD GP第3代スーパー・ウェルター級王座決定トーナメントに出場。1回戦でアウターン・トー．モースィーをKOで、準決勝で城戸康裕を判定で破るが、決勝戦で木村ミノルに1ラウンドKO負け。

### 第4代K-1 WORLD GPスーパーウェルター級王座を獲得
2021年12月4日、K-1 WORLD GP 2021 JAPAN～スーパー・ウェルター級＆フェザー級ダブルタイトルマッチ～で行われたK-1 WORLD GPスーパーウェルター級タイトルマッチで王者の木村ミノルに挑戦。左ミドルキックで3ラウンド2分50秒、KO勝ち。木村との三度目の対戦にして初めて勝利を収め、第4代K-1 WORLD GPスーパーウェルター級王座を獲得した。

### THEMATCH2022
2022年6月19日、“ブラックパンサー”ベイノアと対戦。1R終了直前にダウン、3Rにもダウンを奪うなど終始圧倒し判定3-0で勝利。
2023年3月12日、K-1 WORLD GP 2023 ～K’FESTA.6～で行われたK-1 WORLD GPスーパー・ウェルター級タイトルマッチでジョムトーン・ストライカージムと対戦し、延長ラウンドでジョムトーンのセコンドからタオルが投入されTKO勝ちを収め初防衛に成功。
2023年7月17日、AZABU PRESENTS K-1 WORLD GP 2023 ～スーパー・ウェルター級&女子フライ級ダブルタイトルマッチ～で行われたK-1 WORLD GPスーパー・ウェルター級タイトルマッチでジョーダン・ピケオーと再戦し、2ラウンドTKO勝ちを収め2度目の防衛に成功。

### 第4代K-1 WORLD GPスーパーウェルター級王座陥落
2023年12月9日、K-1 ReBIRTH2で行われたK-1 WORLD GPスーパー・ウェルター級タイトルマッチでオウヤン・フェンと対戦し、2ラウンドTKO負けを喫し防衛に失敗、王座から陥落した。
2024年3月20日、K-1 WORLD MAX 2024のK-1 WORLD MAX 2024 開幕戦（70kg世界トーナメント）でダリル・フェルドンクと対戦し、1ラウンドKO負けを喫しトーナメント敗退となった。

## 戦績
| キックボクシング 戦績 | キックボクシング 戦績 | キックボクシング 戦績 | キックボクシング 戦績 | キックボクシング 戦績 | キックボクシング 戦績 | キックボクシング 戦績 |
| --------------------- | --------------------- | --------------------- | --------------------- | --------------------- | --------------------- | --------------------- |
| 28 試合               | (T)KO                 | 判定                  | その他                | 引き分け              | 無効試合              |                       |
| 22 勝                 | 18                    | 4                     | 0                     | 0                     | 0                     |                       |
| 6 敗                  | 4                     | 2                     | 0                     | 0                     | 0                     |                       |

| 勝敗 | 対戦相手                       | 試合結果                            | 大会名 | 開催年月日     |
| ○    | ストーヤン・コプリヴレンスキー | 3R終了 判定3-0                      | K-1 WORLD GP 2024 in TOKYO～FINAL～ | 2024年12月14日 |
| ○    | キム・ジュンファ               | 1R 1:19 KO（左膝蹴り）              | K-1 WORLD GP 2024 in Osaka | 2024年10月5日  |
| ×    | ダリル・フェルドンク           | 1R 3:00 KO（右フック）              | K-1 WORLD MAX 2024 【-70kg世界最強決定トーナメント開幕戦】                                                                                        | 2024年3月20日  |
| ×    | オウヤン・フェン               | 2R 2:13 TKO（右ストレート）         | K-1 ReBIRTH2 【K-1 WORLD GPスーパー・ウェルター級タイトルマッチ】                                                                                 | 2023年12月9日  |
| ○    | ジョーダン・ピケオー           | 2R 2:17 TKO（レフェリーストップ）   | AZABU PRESENTS K-1 WORLD GP 2023 ～スーパー・ウェルター級&女子フライ級ダブルタイトルマッチ～ 【K-1 WORLD GPスーパー・ウェルター級タイトルマッチ】 | 2023年7月17日  |
| ○    | ジョムトーン・ストライカージム | 3R+延長1R 0:25 TKO（タオル投入）    | K-1 WORLD GP 2023 ～K’FESTA.6～ 【K-1 WORLD GPスーパー・ウェルター級タイトルマッチ】                                                              | 2023年3月12日  |
| ○    | メレティス・カコウバヴァス     | 1R 1:34 TKO (レフェリーストップ)    | K-1 WORLD GP 2022 JAPAN～よこはまつり～ | 2022年9月11日  |
| ○    | “ブラックパンサー”ベイノア     | 3R終了 判定3-0                      | THE MATCH 2022 | 2022年6月19日  |
| ○    | 木村ミノル                     | 3R 2:50 KO（左ミドルキック）        | K-1 WORLD GP 2021 JAPAN ～スーパー・ウェルター級＆フェザー級ダブルタイトルマッチ～ 【K-1 WORLD GPスーパー・ウェルター級タイトルマッチ】           | 2021年12月4日  |
| ○    | アビラル･ヒマラヤン･チーター   | 3R 2:23 KO（ローキック）            | K-1 WORLD GP 2021 JAPAN ～K-1ライト級タイトルマッチ～                                                                                             | 2021年7月17日  |
| ○    | 藤岡裕平                       | 1R 2:03 KO（左ハイキック）          | K-1 WORLD GP 2020 JAPAN ～K-1冬の大一番～ | 2020年12月13日 |
| ○    | ラーシーシン・ウィラサクレック | 2R 0:59 KO（右アッパー）            | K-1 WORLD GP 2020 JAPAN ～K-1秋の大阪決戦～ | 2020年9月22日  |
| ×    | 木村ミノル                     | 1R 1:10 TKO（タオル投入：左フック） | K-1 WORLD GP 2020 JAPAN ～K'FESTA.3～ 【K-1 WORLD GP第3代スーパー・ウェルター級王座決定トーナメント決勝】                                         | 2020年3月22日  |
| ○    | 城戸康裕                       | 3R終了 判定3-0                      | K-1 WORLD GP 2020 JAPAN ～K'FESTA.3～ 【K-1 WORLD GP第3代スーパー・ウェルター級王座決定トーナメント準決勝】                                       | 2020年3月22日  |
| ○    | アワターン・トー．モースィー   | 3R 0:40 KO（ローキック）            | K-1 WORLD GP 2020 JAPAN ～K'FESTA.3～ 【K-1 WORLD GP第3代スーパー・ウェルター級王座決定トーナメント1回戦】                                        | 2020年3月22日  |
| ○    | 藤村大輔                       | 3R終了 判定3-0                      | Krush.108 | 2019年11月16日 |
| ×    | 木村ミノル                     | 1R 2:20 KO（左フック）              | K-1 WORLD GP 2019 JAPAN ～K'FESTA.2～ | 2019年3月10日  |
| ×    | ジョーダン・ピケオー           | 3R終了 判定0-2                      | Krush.93 【Krushスーパー・ウェルター級タイトルマッチ】                                                                                            | 2018年9月30日  |
| ○    | 神保克哉                       | 2R 2:32 KO（左フック）              | KHAOS 4 | 2018年5月26日  |
| ○    | ワン・チャオ                   | 2R 0:48 TKO（左ストレート）         | WLF2018武林風世界拳王争覇戦in天津 | 2018年3月3日   |
| ○    | 山崎陽一                       | 3R 2:06 KO（飛びヒザ蹴り）          | K-1 WORLD GP 2017 JAPAN ～SURVIVAL WARS 2017～ | 2017年12月27日 |
| ○    | 嶋田将幸                       | 1R 2:32 KO（ローキック）            | KHAOS 4 | 2017年10月14日 |
| ○    | 田中STRIKE雄基                 | 1R 2:26 KO（ローキック）            | Krush.79 | 2017年8月20日  |
| ○    | 記村一成                       | 1R 1:13 TKO（ドクターストップ）     | K-1 WORLD GP 2017 JAPAN ～第2代スーパー・バンタム級王座決定トーナメント～                                                                         | 2017年4月22日  |
| ×    | 中島弘貴                       | 3R終了 判定0-2                      | Krush.72 | 2017年1月15日  |
| ○    | 小田竜                         | 1R 2:34 KO（左ストレート）          | HIGHSPEED 2016 ～higher self～ | 2016年10月9日  |
| ○    | 神保克哉                       | 2R 2:37 TKO（パンチ連打）           | Krush.67 | 2016年7月18日  |
| ○    | 上園文也                       | 1R 0:24 KO（左ストレート）          | HIGHSPEED DX | 2016年5月22日  |

## 獲得タイトル
- 第1回K-1アマチュア全日本大会 チャレンジAクラス -70kgトーナメント 優勝[7]
- 第4代K-1 WORLD GPスーパーウェルター級王座

## 表彰
- K-1AWARDS2022技能賞
- K-1AWARDS2021技能賞